# Гамидуллаев, Роман Играмеддинович
Рома́н Играмедди́нович Гамидулла́ев (3 декабря 1990) — российский спортсмен, чемпион мира (2013, 2015 гг.) и Европы (2014 г.) по рукопашному бою. Заслуженный мастер спорта России, выступает в весовой категории до 65 кг. По национальности лезгин, родом из Докузпаринского района, сел. Каракюре Республики Дагестан.

## Биография
Родился 3 декабря 1990 года. Выступает за г. Санкт-Петербург. Тренеры: В. А. Сейнов и А. В. Факеев. Член сборной России по рукопашному бою.
Занимается рукопашным боем с девяти лет. Тренировался в школе рукопашного боя в поселке Сельцо Тосненского района Ленинградской области у тренера И. Е. Рубцова.
В апреле 2013 года завоевал золотую медаль на II чемпионате мира по рукопашному бою, проходившем в Москве. В финале весовой категории до 65 кг Роман Гамидуллаев одержал верх над Росарио Фабианом из США. Финальный бой оказался коротким: меньше чем за минуту Гамидуллаев достиг отрыва в 10 очков: «Я не знал технику ведения боя своего соперника по финалу, но я был уверен в победе. Я столько прошел, пути назад уже не было: надо было выигрывать. В первых боях я только „просыпался“, а на финальный успел настроиться. Первые бои были тяжелыми, поэтому финальный оказался по ощущениям чуть легче» — поделился своими эмоциями Роман.
На проходившем с 31 мая по 2 июня 2013 года в Сосновом Бору открытом турнире по рукопашному бою, посвящённом юбилею города Гамидуллаев победил в номинации «За лучшую технику».
В апреле 2015 года на III Чемпионате мира по рукопашному бою в Москве Гамидуллаев победил иранца Резу Разави в финале весовой категории до 65 кг.

## Достижения
- Первенство России по рукопашному бою среди юниоров и юниорок (г. Ессентуки) 2011 г. — 2 место;
- Всероссийский турнир посвященный дню пограничника (г. Сосновый Бор) 2011 г. — 1 место;
- Лично-командный Чемпионат МВД России среди образовательных учреждений МВД России (г. Казань) 2011 г. — 1 место;
- Чемпионат СЗФО (г. С.-Петербург) 2011 г. — 1 место;
- Чемпионат С.-Петербурга 2011 г. — 1 место[7];
- Чемпионат России 2011 г- 3 место ;
- Чемпионат России 2012 г.- 1 место;
- Чемпионат России 2013 г.-1 место ;
- Чемпионат России 2014 г.-1 место ;
- Чемпионат России 2015 г.-1 место ;
- Чемпионат России 2016 г.- 1 место .
- Чемпионат мира 2013 — 1 место;
- Чемпионат Европы 2014 — 1 место[8];
- Чемпионат мира 2015 — 1 место.
- Чемпионат мира 2017 - 3 место
- чемпион МВД России среди территориальных органов 2019 год - 1 место